# Doorways to the soul
Doorways to the soul is (chronologisch) het negende muziekalbum van Steve Jolliffe solo. Het album is echter nooit officieel uitgegeven, Jolliffe verkocht exemplaren op muziekcassette tijdens concerten en wellicht ook via postorder. In 2009 kwam het beschikbaar op cd-r. De documentatie is daarbij nihil, de cd-r vermeldde geen titels of andere informatie.

## Musici
- Steve Jolliffe – dwarsfluit, saxofoon, toetsinstrumenten, stem

## Muziek
| Nr. | Titel              | Duur |
| --- | ------------------ | ---- |
| 1.  | Solitaire          | 4:32 |
| 2.  | Water and me       | 4:42 |
| 3.  | Lonely war         | 5:24 |
| 4.  | Soon I’ll be there | 6:02 |
| 5.  | Images of you      | 3:47 |
| 6.  | Red deserts        | 7:37 |
| 7.  | Heart and soul     | 4:02 |
| 8.  | Hypnos             | 2:21 |
| 9.  | Across the sea     | 5:47 |